# William Allen Young
William Allen Young (Washington, 24 gennaio 1954) è un attore statunitense.

## Biografia
Nato a Washington, DC ma è cresciuto a South Central, Los Angeles, durante il movimento per i diritti civili.
Nel corso della sua carriera ha lavorato a film come Storia di un soldato, Women of Brewster Place, Chi ha ucciso i ragazzi di Atlanta? , Sorvegliato speciale e molti altri. Si è distinto soprattutto per il suo ruolo principale nella serie Moesha, nei panni del padre della protagonista.

## Filmografia parziale

### Cinema
- Storia di un soldato (A Soldier's Story), regia di Norman Jewison (1984)
- Doppio taglio (Jagged Edge), regia di Richard Marquand (1985)
- Sorvegliato speciale (Lock Up), regia di John Flynn (1989)
- Drop Squad, regia di David C. Johnson (1994)
- Fear X, regia di Nicolas Winding Refn (2003)
- District 9, regia di Neill Blomkamp (2009)

### Televisione
- I Jefferson (The Jeffersons) – serie TV, un episodio (1980)
- Saranno famosi (Fame) – serie TV, un episodio (1982)
- The Day After - Il giorno dopo (The Day After), regia di Nicholas Meyer – film TV (1983)
- 227 – serie TV, un episodio (1988)
- Amen – serie TV, un episodio (1988)
- Quell'uragano di papà (Home Improvement) – serie TV, un episodio (1993)
- Babylon 5 – serie TV, 2 episodi (1994-1995))
- The Sinbad Show – serie TV, un episodio (1994)
- Un detective in corsia (Diagnosis: Murder) – serie TV, un episodio (1994)
- Murphy Brown – serie TV, un episodio (1995)
- Moesha – serie TV, 127 episodi (1996-2001)
- Strepitose Parkers (The Parkers) – serie TV, un episodio (2000)
- Soul Food – serie TV, un episodio (2001)
- Da un giorno all'altro (Any Day Now) – serie TV, 14 episodi (2001-2002)
- The District – serie TV, un episodio (2003)
- The Agency – serie TV, un episodio (2003)
- La famiglia Proud (The Proud Family) – serie TV, un episodio (2003) – voce
- JAG - Avvocati in divisa (JAG) – serie TV, un episodio (2004)
- CSI: Miami – serie TV, 3 episodi (2004-2006)
- CSI - Scena del crimine (CSI: Crime Scene Investigation) – serie TV, 4 episodi (2005-2007)
- Saving Grace – serie TV, un episodio (2008)
- The Mentalist – serie TV, un episodio (2008)
- Medium – serie TV, un episodio (2009)
- Castle – serie TV, un episodio (2010)
- Detroit 1-8-7 – serie TV, un episodio (2010)
- Buona fortuna Charlie (Good Luck Charlie) – serie TV, 7 episodi (2011-2014)
- General Hospital – serie TV, 4 episodi (2014-2019)
- Code Black – serie TV, 46 episodi (2015-2018)
- Good Girls – serie TV, 2 episodi (2018)
- 9-1-1: Lone Star – serie TV, 3 episodi (2021-2023)
- CSI: Vegas – serie TV, episodio 2x05 (2022)
- S.W.A.T. – serie TV, episodio 8x01 (2024)

## Doppiatori italiani
Nelle versioni in italiano delle opere in cui ha recitato, William Allen Young è stato doppiato da:
- Michele Gammino in Top Secret, Sorvegliato speciale
- Diego Reggente in CSI: Miami (ep. 4x06, 5x05), CSI - Scena del crimine (ep. 6x06, 6x16, 7x19)
- Angelo Maggi in Una donna alla Casa Bianca, Castle
- Massimo Dapporto ne I Jefferson
- Sandro Acerbo in The Day After - Il giorno dopo
- Alessandro Rossi in Doppio taglio
- Emilio Cappuccio in Fear X
- Toni Orlandi in CSI: Miami (ep. 3x10)
- Domenico Brioschi in Nip/Tuck
- Massimo Pizzirani in CSI - Scena del crimine (ep. 6x11)
- Francesco Pannofino in The Mentalist
- Achille D'Aniello in NCIS - Unità anticrimine (ep. 6x24)
- Stefano Mondini in NCIS - Unità anticrimine (ep. 18x11)
- Roberto Draghetti in Code Black
- Enzo Avolio in 9-1-1: Lone Star
- Paolo Maria Scalondro in CSI: Vegas